# Giovanni di Nassau-Idstein
Giovanni di Nassau-Idstein (Saarbrücken, 24 novembre 1603 – Idstein, 23 maggio 1677) fu Conte di Nassau e reggente protestante di Idstein.

## Vita
I suoi genitori furono Luigi II di Nassau-Weilburg e la langravia Anna Maria d'Assia-Kassel (1567–1626). Suo padre aveva nel 1605 riunito tutti i possedimenti della linea di Walram del casato di Nassau: Saarbrücken, Weilburg e Idstein. Suo fratello era Guglielmo Luigi. Quando i fratelli si divisero l'eredità del padre il 29 gennaio 1629 ad Ottweiler, Guglielmo Luigi ricevé la contea di Saarbrücken, il distretto di Ottweiler, il baliaggio di Herbitzheim, e la comunità di Saarwellingen. Giovanni ricevé Idstein, Wiesbaden e Sonnenberg. I due fratelli più giovani, Ernesto Casimiro ed Ottone riceverono Wehener Grund ed il distretto di Burgschwalbach. Tuttavia, dal momento che erano ancora minorenni, Guglielmo Luigi amministrò quei territori come reggente.
Poco dopo, i loro territori furono messi a rischio dall'editto di Restituzione imperiale del 2 marzo 1629, quando i principi vescovi di Magonza e Treviri  pretesero la restituzione di proprietà ecclesiastiche che erano state confiscati dopo la pace di Passau del 1552. Il 7 luglio 1629, il Tribunale della Camera imperiale stabilì che al casato di Nassau dovevano ritornare la città ed il castello di Sarrewerden, Bouquenom e Wieberstweiler al vescovado di Metz come feudi di Lorena. Fu loro consentito di mantenere gli altri beni contesi
Nel 1629 sposò Sibilla Maddalena di Baden-Durlach (21 luglio 1605 - 22 luglio 1644), figlia del margravio Giorgio Federico e della renegravia Giuliana Ursula di Salm-Neufville.

## Successore
Giovanni fu succeduto dal figlio Giorgio Augusto Samuele, che aveva solo 12 anni quando Giovanni morì. Il conte Giovanni Casimiro di Leiningen funse da reggente. Giovanni descrisse l'incarico di un reggente nel suo "testamento politico" come un compito per il quale egli deve poi rendere conto davanti a Dio.

## Figli

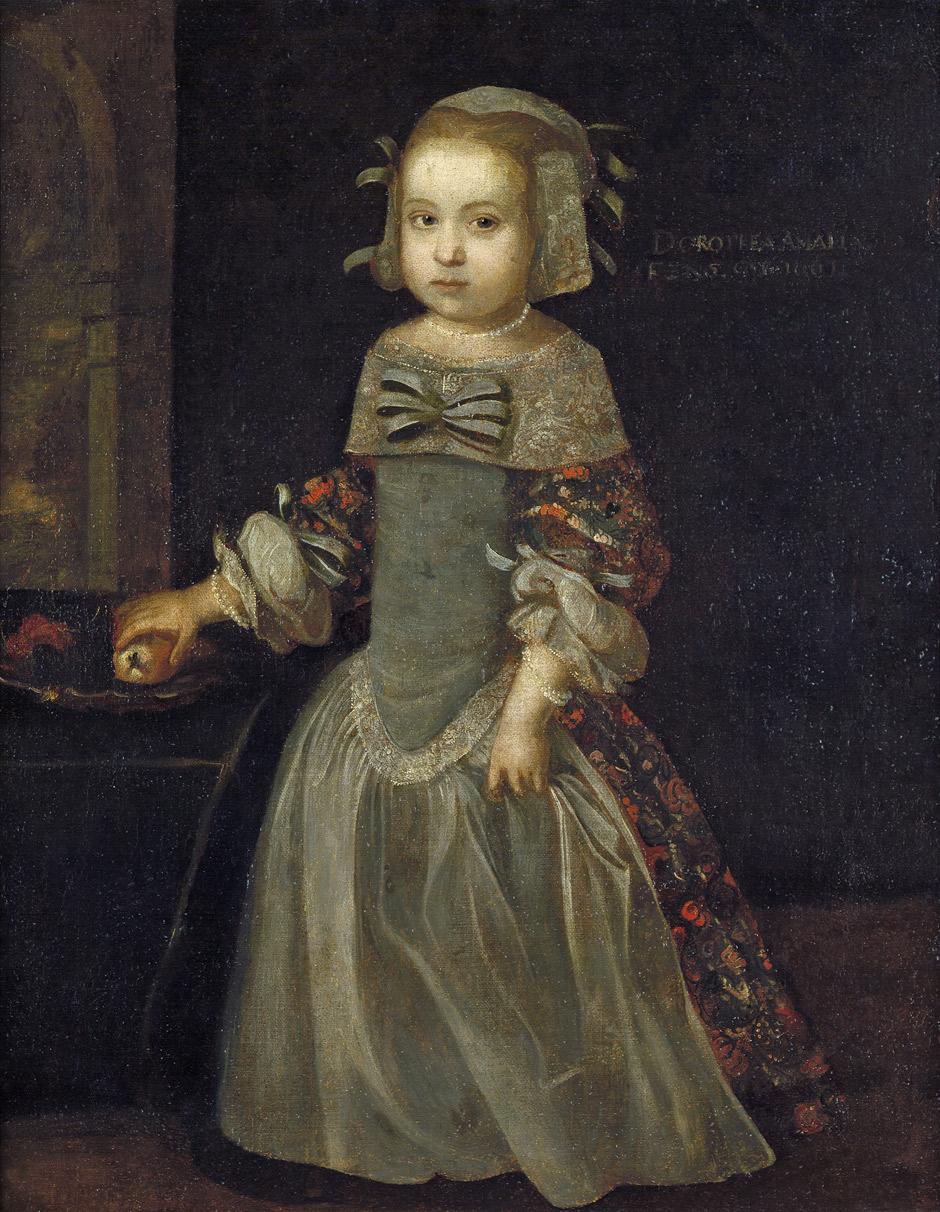
Dorotea Amalia (1661–1740)

Giovanni ebbe un totale di 25 figli dalle sue due mogli, incluso:
1. Anna Ottilia (1630–1632)
2. Gustavo Adolfo (1632–1664)
3. Luigi Federico (1633–1656)
4. Bernardina Sofia (1634–1642)
5. Giovanni (1638–1658)
6. Sabina Giuliana (1639-2 ottobre 1639)
7. Carlo (1649–1651)
8. Cristina Elisabetta (1651–1676)
9. Eleonora Luisa (1653–1677)
10. Ernestina (1654–1655)
11. Giorgio Guglielmo (1656–1657)
12. Giovannetta (1657–1733) ∞ Conte Cristiano Ludovico di Waldeck († 1706)
13. Sibilla Carlotta (1658–1660)
14. Dorotea Amalia (1661–1740) ∞ Conte Luigi Federico di Wied († 1709)
15. Filippo Luigi (1662–1664)
16. Giorgio Augusto (1665–1721) ∞ Enrichetta Dorotea di Oettingen-Oettingen (1672–1728), figlia del Principe Alberto Ernesto I di Oettingen

## Ascendenza
|                             |                   |                                      | Genitori                          |  |  | Nonni |  |  | Bisnonni                       |  |  | Trisnonni                  |  |
|                             |                   |                                      |                                   |  |  |       |  |  | Filippo III di Nassau-Weilburg |  |  | Luigi I di Nassau-Weilburg |  |
|                             |                   |                                      |                                   |  |  |       |  |  | Filippo III di Nassau-Weilburg |  |  | Luigi I di Nassau-Weilburg |  |
|                             |                   | Maria Margherita di Nassau-Wiesbaden |                                   |  |  |       |  |  | Filippo III di Nassau-Weilburg |  |  |                            |  |
| Alberto di Nassau-Weilburg  |                   |                                      |                                   |  |  |       |  |  | Filippo III di Nassau-Weilburg |  |  |                            |  |
|                             |                   | Anna di Mansfield                    | …                                 |  |  |       |  |  |                                |  |  |                            |  |
|                             |                   | Anna di Mansfield                    | …                                 |  |  |       |  |  |                                |  |  |                            |  |
|                             |                   | Anna di Mansfield                    | …                                 |  |  |       |  |  |                                |  |  |                            |  |
| Luigi II di Nassau-Weilburg |                   | Anna di Mansfield                    |                                   |  |  |       |  |  |                                |  |  |                            |  |
|                             |                   | Guglielmo I di Nassau-Dillenburg     | Giovanni V di Nassau-Dillenburg   |  |  |       |  |  |                                |  |  |                            |  |
|                             |                   | Guglielmo I di Nassau-Dillenburg     | Giovanni V di Nassau-Dillenburg   |  |  |       |  |  |                                |  |  |                            |  |
|                             |                   | Guglielmo I di Nassau-Dillenburg     | Elisabetta d'Assia-Marburg        |  |  |       |  |  |                                |  |  |                            |  |
| Anna di Nassau-Dillenburg   |                   | Guglielmo I di Nassau-Dillenburg     |                                   |  |  |       |  |  |                                |  |  |                            |  |
|                             |                   | Giuliana di Stolberg-Wernigerode     | Botho VIII di Stolberg-Werigerode |  |  |       |  |  |                                |  |  |                            |  |
|                             |                   | Giuliana di Stolberg-Wernigerode     | Botho VIII di Stolberg-Werigerode |  |  |       |  |  |                                |  |  |                            |  |
|                             |                   | Giuliana di Stolberg-Wernigerode     | Anna di Eppstein-Königstein       |  |  |       |  |  |                                |  |  |                            |  |
| Giovanni di Nassau-Idstein  |                   | Giuliana di Stolberg-Wernigerode     |                                   |  |  |       |  |  |                                |  |  |                            |  |
|                             | Filippo I d'Assia | Guglielmo II d'Assia                 |                                   |  |  |       |  |  |                                |  |  |                            |  |
|                             | Filippo I d'Assia | Guglielmo II d'Assia                 |                                   |  |  |       |  |  |                                |  |  |                            |  |
|                             | Filippo I d'Assia | Anna di Meclemburgo-Schwerin         |                                   |  |  |       |  |  |                                |  |  |                            |  |
| Guglielmo IV d'Assia-Kassel | Filippo I d'Assia |                                      |                                   |  |  |       |  |  |                                |  |  |                            |  |
|                             |                   | Cristina di Sassonia                 | Giorgio di Sassonia               |  |  |       |  |  |                                |  |  |                            |  |
|                             |                   | Cristina di Sassonia                 | Giorgio di Sassonia               |  |  |       |  |  |                                |  |  |                            |  |
|                             |                   | Cristina di Sassonia                 | Barbara Jagellona                 |  |  |       |  |  |                                |  |  |                            |  |
| Anna Maria d'Assia-Kassel   |                   | Cristina di Sassonia                 |                                   |  |  |       |  |  |                                |  |  |                            |  |
|                             |                   | Cristoforo di Württemberg            | Ulrico di Württemberg             |  |  |       |  |  |                                |  |  |                            |  |
|                             |                   | Cristoforo di Württemberg            | Ulrico di Württemberg             |  |  |       |  |  |                                |  |  |                            |  |
|                             |                   | Cristoforo di Württemberg            | Sabina di Baviera                 |  |  |       |  |  |                                |  |  |                            |  |
| Sabina di Württemberg       |                   | Cristoforo di Württemberg            |                                   |  |  |       |  |  |                                |  |  |                            |  |
|                             |                   | Anna Maria di Brandeburgo-Ansbach    | Giorgio di Brandeburgo-Ansbach    |  |  |       |  |  |                                |  |  |                            |  |
|                             |                   | Anna Maria di Brandeburgo-Ansbach    | Giorgio di Brandeburgo-Ansbach    |  |  |       |  |  |                                |  |  |                            |  |
|                             |                   | Anna Maria di Brandeburgo-Ansbach    | Edvige di Münsterberg-Oels        |  |  |       |  |  |                                |  |  |                            |  |
|                             |                   | Anna Maria di Brandeburgo-Ansbach    |                                   |  |  |       |  |  |                                |  |  |                            |  |